# Zdravlje
Zdravlje se određuje (definira) kao visoki stupanj opće funkcionalnosti organizma, odnosno nenarušenost funkcionalnosti organizma, harmonija i nenarušenost intelektualnih i bioloških funkcija. Također se, u proširenom smislu može promatrati kao stanje dobrog tjelesnog, psihičkog i društvenog blagostanja.  Zdravlje se najčešće upotrebljava kao pojam odsustva od bolesti, traume (ozljede i njihovih posljedica), deformacija i duševnih poremećaja. Neki od uvjeta zdravlja su uravnotežena prehrana, tjelesna aktivnost i higijena, te stabilne obiteljske i društvene okolnosti.

## Vanjske poveznice
- zdravlje.hzjz.hr  Arhivirana inačica izvorne stranice od 5. srpnja 2014. (Wayback Machine) Portal Hrvatskog zavoda za javno zdravstvo.
- Službene stranice Svjetske zdravstvene organizacije